# تختروان

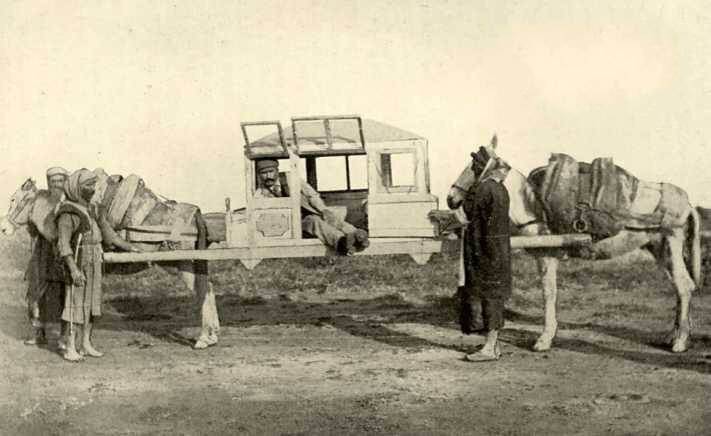
التختروان وسيلة نقل قديمة تحمل على ظهور الدواب/1900

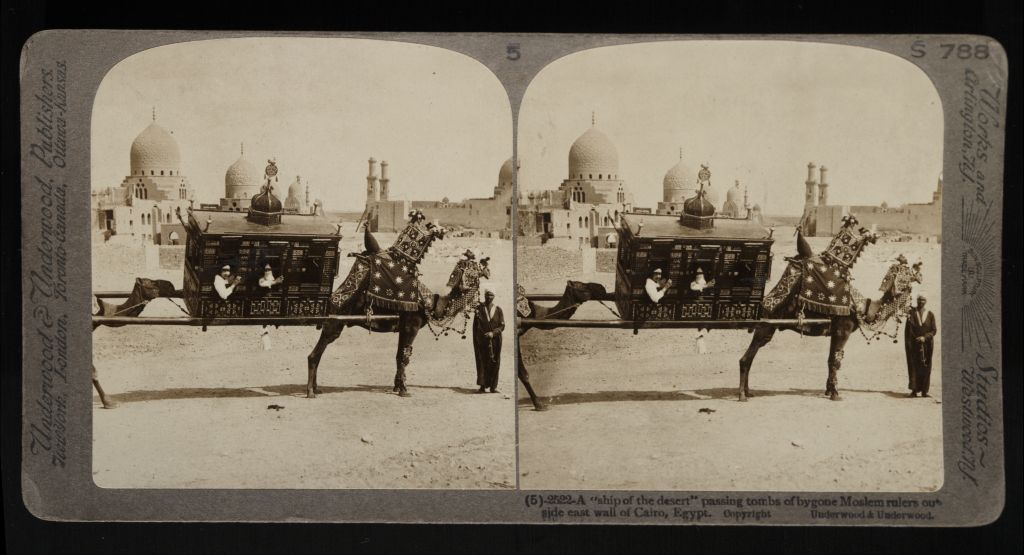
نساء في تختروان يحمله جملان في مصر، أمام المقابر الفاطمية خارج أسوار القاهرة الشرقية عام 1908.

التختروان (بالتركية: tahtirevan)‏، وتعني بيت مثل المحمل والمحفة يحمل على البغال والجمال بواسطة أعمدة وهو يكون في الوسط، ولهذا البيت أو شقة محارة كما سماها ابن بطوطة، ذراعان من أمام ومثلهما من الخلف تحمله دابتان، من البغال أو الجمال أو الخيل، وغيرها من الدواب، وهناك نوع آخر على شكل محفة وبحجم صغير يحمل على أكتاف الرجال أو بايدهم. والتختروان يختلف عن الهودج الذي يحمله جمل واحد.
ان التختروان هي وسيلة قديمة لنقل الاشخاص المسافرين من مكان إلى آخر، فكان امراء قوافل الحجيج والامراء والسلاطين وقادة الجيوش والأثرياء من الناس يستعملونها في ترحالهم واسفارهم لمسافات بعيدة، وذلك لما توفر من راحة للمسافر من حيث المكان والأثاث، حيث تفرش بحشايا المخمل واقمشة الدامسكو والوسائد المريحة، وكذلك الوقاية من حرارة الشمس اللاهبة ورياح الصحراء والاتربة، وباقي تقلبات المناخ الأخرى. وورد في اخبار سنة 282 ه‍، عن زواج الخليفة العباسي المعتضد بالله من قطر الندى بنت خمارويه صاحب مصر، قد زفت اليه من مصر إلى بغداد بواسطة التختروان.
ومن الشواهد التأريخية في استعمال التختروان كواسطة للنقل، فقد ذكر ابن جبير في كتابه رحلة ابن جبير هذه الواسطة، مستعملاً كلمة هودج، على الرغم من انه وصف التختروان، حيث قال مايلي: «وفي تلك العشية التي رحلنا فيها، فاجأتنا خاتون المسعودية، المترفة شباباً وملكاً، وهي قد استقلت في هودج موضوع على خشبتين معترضتين بين مطيتين، الواحدة أمام الأخرى، وعليهما الجلال المذهبة، وهما تسيران بها سير النسيم، سرعة وليناً، وقد فُتح لها امام الهودج وخلفه بابان، وهي ظاهرة في وسطه متنقبة وعصابة ذهب على رأسها...»، وكذلك ذكر الجبرتي في تاريخه، انه في سنة 1156ه‍، تقلد إمارة الحج إبراهيم بك بلغيه، ولكنه رجع مريضاً في تختروان سنة 1157ه‍. وكذلك جاء ذكر التختروان، في معركة أنقرة، عندما تم أسر السلطان العثماني بايزيد خان الأول، من قبل تيمورلنك، وذلك سنة 1402م، الذي سيره مع جيشه بعد ان وضعه في تختروان، يحمله حصانان ومقفلة شبابيكه بقضبان من حديد. 
وفي رحلة البريطاني جون أشر التي بدأها من بريطانيا سنة (1864م): فعندما اراد السفر من ديار بكر إلى الموصل فقد شاهد قرب نصيبين عندما ألتقت قافلته بقافلة والي البصرة العائد إلى إسطنبول، كان في قافلة الوالي سيدتان محمولتان في (تخت روان) خاص، ومن ورائهما الخدم النساء اللواتي كن يمتطين البغال كالرجال.
وقد وصف عبد العزيز القصاب التختروان في مذكراته، خلال رحلته من حلب إلى بغداد، عام 1905م، حيث قال:«إستأجرت أربعة خيول و(محفة)، وهي تشبه الغرفة الصغيرة او صالون السيارة، مصنوعة من الخشب المدهون بالألوان الذهبية البراقة وفي جوانبها الاربعة نوافذ من الزجاج وباب واحد، وفي داخلها فرش مناسب لشخصين.يحمل المحفة حيوانان، واحد من الأمام والآخر من الخلف، وهي مريحة أثناء السير على الرغم من تمايلها الكثير..واستخدمنا عكاماً ليقود التختروان».